# Claraite
La claraite è un minerale.